# Stipa philippii
Stipa philippii är en gräsart som beskrevs av Ernst Gottlieb von Steudel. Stipa philippii ingår i släktet fjädergrässläktet, och familjen gräs. Inga underarter finns listade i Catalogue of Life.